# Paróquia São Sebastião (Santa Bárbara)
A Paróquia São Sebastião é uma circunscrição eclesiástica católica brasileira situada no município de Santa Bárbara d'Oeste, no interior de São Paulo. A paróquia faz parte da Diocese de Piracicaba, estando localizada na Região Pastoral Santa Bárbara. Foi criada em 18 de outubro de 1989.
Seu pároco atual é Candido Aparecido Mariano e, seu diácono permanente é Antônio Carlos da Silva. A matriz da paróquia está localizada na Rua Itália, número 467 no Jd. Europa. A Paróquia São Sebastião também possui duas capelas, essas são a Capela São Marcos (Jd. Europa IV) e a Capela Nossa Senhora de Fátima (Santa Rosa II).